# ヨアンナ・アガツカ＝インデツカ
ヨアンナ・アガツカ＝インデツカ（ポーランド語: Joanna Agacka-Indecka、1964年12月18日 - 2010年4月10日）は、ポーランドの弁護士。ウッチ県ウッチ出身。
ウッチ大学法学部卒業。1988年から2001年までウッチ大学法学部で助教授を務めていた。 2007年から2010年まではポーランド弁護士団理事会の理事長の座に就任している。
2010年4月10日、ポーランド空軍Tu-154墜落事故により亡くなっている。